# BOマーズ
株式会社BOマーズ（英: BOmars INC.）は、テレビ番組の企画・制作会社。

## 概要
2016年5月、当時フリーディレクターだった鈴木勇棋が設立。主にテレビ番組の制作業務を手がけている。
制作協力番組として、テレビ東京『家、ついて行ってイイですか?』や、『ウソのような本当の瞬間!30秒後に絶対見られるTV』、『嫌いな人を好きになる方法』、『新・美しい人に怒られたい』などがある。

## 所属スタッフ

### 演出兼ディレクター
- 鈴木勇棋（代表取締役社長）

### プロデューサー
- 近藤貴彦

### ディレクター
- 伊藤馨志朗
- 大沢朗
- 五十嵐健太
- 高須賀奈月
- 西宮沙織
- 島田夏希

## 主な制作番組

### 制作協力番組

#### 現在
テレビ東京系
- 家、ついて行ってイイですか? （放送期間：2017年4月19日 - 現在）
- ウソのような本当の瞬間!30秒後に絶対見られるTV（放送期間：2016年4月19日 - 2017年9月5日）
- 嫌いな人を好きになる方法 （放送期間：2018年2月28日 - 2018年3月21日）

テレ東プレイ
- 新・美しい人に怒られたい（吉木りさに怒られたいの兄弟番組）（放送期間：2016年3月24日 - 現在）

#### 過去
テレビ東京系
- ◯◯と新どうが（放送期間：2017年4月3日 - 2017年9月29日）
- 女ウラミ飯（放送期間：2017年10月5日 - 2017年10月12日（2回））
- ダイエットJAPAN〜和食で世界を救え！ヘルシー和食vs世界のおデブちゃん〜（放送日：2018年2月19日 ）

### スタッフ協力番組
テレビ東京系
- 母ちゃんに逢いたい!（放送期間：2017年4月2日 - 現在）
- カメラ置いとくんで、一言どうぞ 〜街中に、カメラ放置してみました〜（放送期間：2015年7月6日 - 7月27日）
- ソレダメ!〜あなたの常識は非常識!?〜（放送期間：2015年4月15日 - 現在）
- 鉄道バラエティ　のってけ天国！（放送期間：2015年12月8日（1回））
- なないろ日和!（放送期間：2014年3月31日 - 現在）
- 昼めし旅 〜あなたのご飯見せてください!〜（放送期間：2014年5月19日 - 現在）

TBS系
- ニンゲン観察バラエティ モニタリング（放送期間：2012年10月24日 - 現在）
- 東大王（放送期間：2017年4月30日 - 現在）
- 水トク!「橋下徹＆NEWS小山 実録！世界怒りの法廷」（放送期間：2017年7月5日（1回））
- Nスタ（放送期間：2010年3月29日 - 現在）

日本テレビ系
- 有吉ゼミ（放送期間：2013年10月7日 - 現在）
- news every.（放送期間：2010年3月29日 - 現在）

テレビ朝日系
- お願い!ランキング（放送期間：2009年10月6日 - 現在）
- 濃厚凝縮ドキュメント 五分館（放送期間	2017年4月23日 - 6月27日（10回））
- ゴン中山&ザキヤマのキリトルTV放送期間：2014年1月3日 - 2017年8月5日（15回））
- 世界むちゃブリ旅（放送期間：2017年8月5日（1回））
- ビートたけしの超常現象㊙︎Xファイル（放送期間：2017年12月23日（1回））

フジテレビ系
- オワライターズ（放送期間：2016年9月20日 - 2017年4月5日（2回））
- ニッポンよ！セカイを倒せ！フジヤマ日本のNo.1vs世界のNo.1（放送日：2018年1月1日 ）
- 所JAPAN（カンテレ制作、放送期間：2018年10月22日 - 現在）

BSジャパン
- 聞きこみ!ローカル線 気まぐれ下車の旅（放送期間：2014年3月31日 - 2016年3月28日）
- 出発!ローカル線 聞きこみ発見旅（放送期間：2016年4月4日 - 現在）
- 出発！気ままに趣味旅（放送期間：2015年10月12日 - 2016年3月28日）
- 日経スペシャル 招待席（放送期間：2016年1月3日 - 2017年3月19日（7回））
- 密着180日！戸村家・8女1男！！女の子だらけの11人大家族奮闘物語（放送期間：2016年7月11日（1回））
- 空から日本を見てみようplus（放送期間：2012年10月2日 - 現在）

## 関連会社
- 株式会社ＣＯマーズ